# Festival da Canção 2020
La cinquantaquattresima edizione del Festival da Canção si è tenuta dal 22 febbraio al 7 marzo 2020 in Portogallo e ha selezionato il rappresentante nazionale all'Eurovision Song Contest 2020.
La vincitrice è stata Elisa con Medo de sentir.

## Organizzazione
Rádio e Televisão de Portugal (RTP), emittente radiotelevisiva pubblica portoghese, ha confermato la partecipazione del Portogallo all'Eurovision Song Contest 2020, ospitato dalla città olandese di Rotterdam, il 19 agosto 2019, rilasciando successivamente il regolamento per la 54ª edizione del Festival da Canção, riconfermato come metodo di selezione nazionale.
Il 7 novembre l'emittente ha annunciato i nomi dei compositori, di cui 14 sono stati invitati direttamente da RTP, uno è il vincitore del programma Masterclass di Antena 1 e un altro è invece stato selezionato tra 320 proposte inviate all'emittente da diversi cantanti. Lo stesso giorno è stato annunciato che l'evento si sarebbe articolato in due semifinali (22 e 29 febbraio 2020) e una finale (7 marzo 2020).
Il 15 gennaio 2020 RTP ha annunciato che la finale dell'evento sarebbe stata ospitata dalla città di Elvas, nell'Alentejo, rivelando i 16 partecipanti e i presentatori dell'evento. Tânia Ribas de Oliveira e Jorge Gabriel hanno presentato la prima semifinale, Sónia Araújo e José Carlos Malato hanno presentato la seconda, e Filomena Cautela e Vasco Palmeirim hanno presentato la finale, mentre Inês Lopes Gonçalves è stata l'inviata nella green room per le tre serate.

## Partecipanti
La lista dei partecipanti, in ordine alfabetico, è stata annunciata dall'emittente il 15 gennaio 2020.
| Artista                      | Brano                  | Lingua     | Musica (m) e testo (t)                                |
| ---------------------------- | ---------------------- | ---------- | ----------------------------------------------------- |
| Bárbara Tinoco               | Passe-partout          | Portoghese | Tiago Nacarato (m & t)                                |
| Blasted Mechanism            | Rebellion              | Inglese    | Blasted, Stego e Guerra (m & t)                       |
| Cláudio Frank                | Quero-te abraçar       | Portoghese | Cláudio Frank (m & t)                                 |
| Dubio feat. +351             | Cegueira               | Portoghese | Rui Azevedo (m), Pedro Azevedo (m) e Hugo Azevedo (t) |
| Elisa                        | Medo de sentir         | Portoghese | Marta Carvalho (m & t)                                |
| Elisa Rodrigues              | Não voltes mais        | Portoghese | Elisa Rodrigues (m & t)                               |
| Filipe Sambado               | Gerbera amarela do Sul | Portoghese | Filipe Sambado (m & t)                                |
| Ian Mucznik                  | O dia de amanhã        | Portoghese | João Cabrita (m) e Ian Mucznik (t)                    |
| Jimmy P                      | Abensonhado            | Portoghese | Jimmy P (m & t)                                       |
| JJaZZ                        | Agora                  | Portoghese | Rui Pregal da Cunha (m & t)                           |
| Judas                        | Cubismo enviesado      | Portoghese | Hélio Morais (m & t)                                  |
| Kady                         | Diz só                 | Portoghese | Dino D'Santiago (m) e Kalaf Epalanga (t)              |
| Luiz Caracol & Gus Liberdade | Dói-me o País          | Portoghese | Luiz Caracol (m) e António Avelar Pinho (t)           |
| Meera                        | Copo de gin            | Portoghese | MEERA (m & t), Isaura Santos (t) e João Bota (t)      |
| Throes + The Shine           | Movimento              | Portoghese | Throes + The Shine (m & t)                            |
| Tomás Luzia                  | Mais real que o amor   | Portoghese | Pedro Jóia (m) e Tiago Torres da Silva (t)            |

## Semifinali

### Prima semifinale
La prima semifinale si è tenuta il 22 febbraio 2020 presso gli studi televisivi di RTP a Lisbona, ed è stata presentata da Jorge Gabriel e Tânia Ribas de Oliveira.
| # | Artista            | Brano                  | Punteggio | Punteggio | Punteggio | Posizione |
| # | Artista            | Brano                  | Giuria    | Televoto  | Totale    | Posizione |
| - | ------------------ | ---------------------- | --------- | --------- | --------- | --------- |
| 1 | Meera              | Copo de gin            | 5         | 3         | 8         | 7         |
| 2 | Filipe Sambado     | Gerbera amarela do Sul | 12        | 5         | 17        | 3         |
| 3 | Ian Mucznik        | O dia de amanhã        | 4         | 4         | 8         | 8         |
| 4 | Bárbara Tinoco     | Passe-partout          | 8         | 12        | 20        | 2         |
| 5 | Blasted Mechanism  | Rebellion              | 6         | 8         | 14        | 5         |
| 6 | Elisa              | Medo de sentir         | 10        | 10        | 20        | 1         |
| 7 | JJaZZ              | Agora                  | 3         | 6         | 9         | 6         |
| 8 | Thores + The Shine | Movimento              | 7         | 7         | 14        | 4         |

### Seconda semifinale
La seconda semifinale si è tenuta il 29 febbraio 2020 presso gli studi televisivi di RTP a Lisbona, ed è stata presentata da José Carlos Malato e Sónia Araújo.
| # | Artista                      | Brano                | Punteggio | Punteggio | Punteggio | Posizione |
| # | Artista                      | Brano                | Giuria    | Televoto  | Totale    | Posizione |
| - | ---------------------------- | -------------------- | --------- | --------- | --------- | --------- |
| 1 | Dubio feat. +351             | Cegueria             | 4         | 7         | 11        | 6         |
| 2 | Luiz Caracol & Gus Liberdade | Dói-me o país        | 7         | 6         | 13        | 5         |
| 3 | Judas                        | Cubismo enviesado    | 6         | 4         | 10        | 7         |
| 4 | Kady                         | Diz só               | 12        | 8         | 20        | 2         |
| 5 | Elisa Rodrigues              | Não voltes mais      | 8         | 5         | 13        | 4         |
| 6 | Cláudio Frank                | Quero-te abraçar     | 3         | 3         | 6         | 8         |
| 7 | Tomás Luzia                  | Mais real que o amor | 5         | 10        | 15        | 3         |
| 8 | Jimmy P                      | Abensonhado          | 10        | 12        | 22        | 1         |

## Finale
La finale dell'evento si è tenuta il 7 marzo 2020 presso il Coliseu Comendador Rondão Almeida di Elvas, ed è stata presentata da Filomena Cautela e Vasco Palemirim. Contrariamente alle semifinali, il voto della giuria è stato sostituito dai voti di 7 giurie regionali (Nord, Centro, Lisbona, Alentejo, Azzorre, Madera e Algarve). A vincere il voto della giuria e il televoto sono stati rispettivamente Filipe Sambado e Bárbara Tinoco; tuttavia, gli scarsi risultati nel televoto del primo e nel voto della giuria per la seconda hanno fatto sì che Elisa, seconda classificata in entrambe votazioni, vincesse una volta sommati i punti.
| # | Artista            | Brano                  | Punteggio | Punteggio | Punteggio | Posizione |
| # | Artista            | Brano                  | Giuria    | Televoto  | Totale    | Posizione |
| - | ------------------ | ---------------------- | --------- | --------- | --------- | --------- |
| 1 | Filipe Sambado     | Gerbera amarela do Sul | 12        | 4         | 16        | 3         |
| 2 | Jimmy P            | Abensonhado            | 7         | 6         | 13        | 5         |
| 3 | Tomás Luzia        | Mais real que o amor   | 3         | 8         | 11        | 6         |
| 4 | Elisa Rodrigues    | Não voltes mais        | 4         | 3         | 7         | 8         |
| 5 | Throes + The Shine | Movimento              | 6         | 5         | 11        | 7         |
| 6 | Kady               | Diz só                 | 8         | 7         | 15        | 4         |
| 7 | Elisa              | Medo de sentir         | 10        | 10        | 20        | 1         |
| 8 | Bárbara Tinoco     | Passe-partout          | 6         | 12        | 18        | 2         |